# Bunsei
Bunsei (japanisch 文政) ist eine japanische Ära (Nengō) von Mai 1818 bis Januar 1831 nach dem gregorianischen Kalender. Der vorhergehende Äraname ist Bunka, die nachfolgende Ära heißt Tempō. Die Ära fällt in die Regierungszeit des Kaisers (Tennō) Ninkō.
Der erste Tag der Bunsei-Ära (22.4.Bunka 15/Bunsei 1) entspricht dem 26. Mai 1818, der letzte Tag (9.12.Bunsei 13/Tempō 1) war der 22. Januar 1831. Die Bunsei-Ära dauerte 14 Jahre oder 4625 Tage.

## Ereignisse
- 1821 Gründung der Fechtschule Hokushin Ittō-ryū durch Chiba Shūsaku Narimasa
- 1822 Seba-Rebellion (洗馬騒動) in der Provinz Shinano
- 1823 Philipp Franz von Siebold kommt zum ersten Mal nach Japan
- 1825 Edikt zur Vertreibung fremder Schiffe
- 1825 Akamino-Rebellion (赤蓑騒動) in der Provinz Shinano
- 1828 September der Siebold-Taifun verwüstet Kyūshū
- 1830 Nathaniel Savory landet mit 25 weiteren Expeditionsteilnehmern auf Chichi-jima und nimmt die Insel in Besitz